# Puerta árabe (Ágreda)

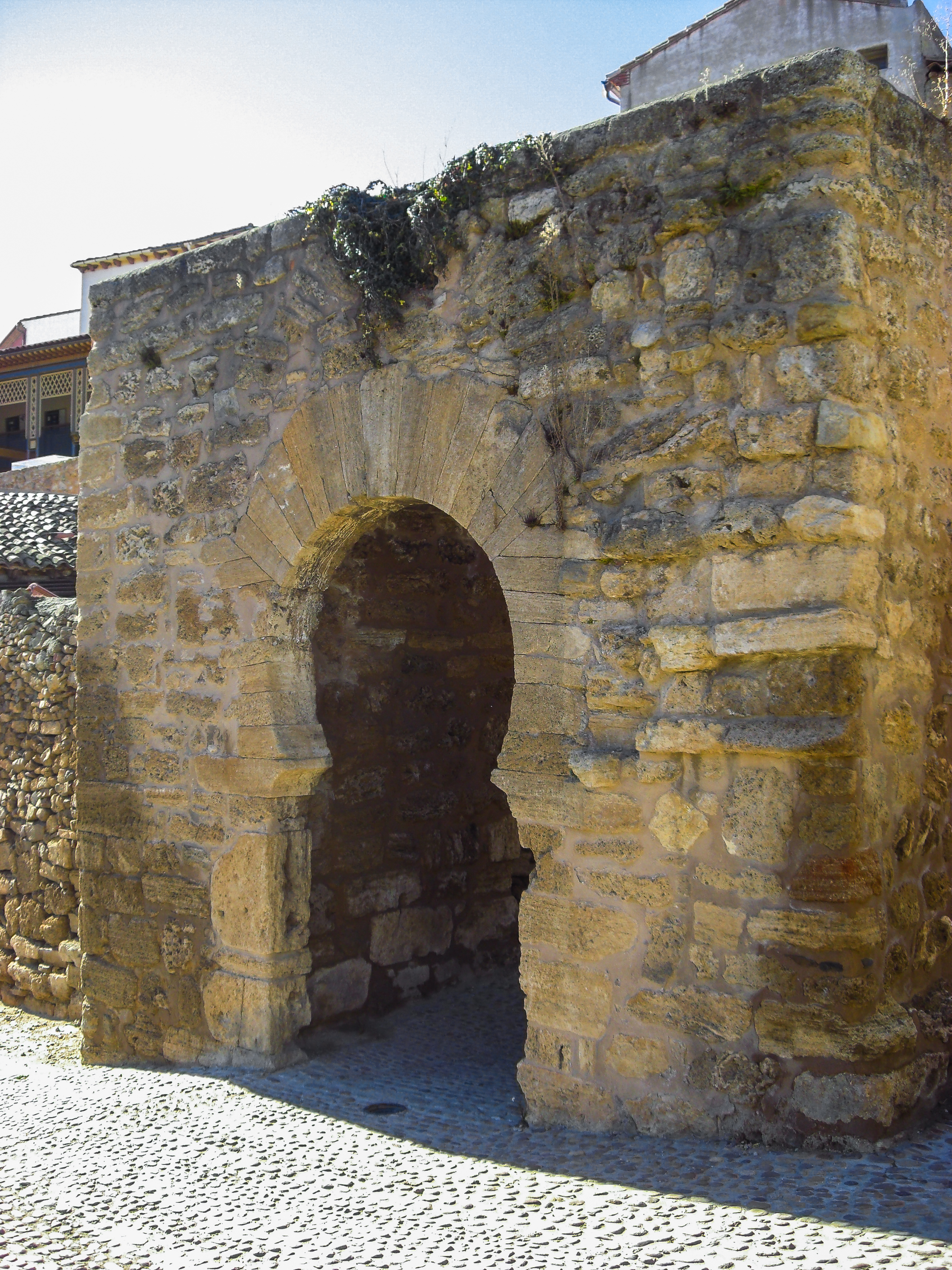
Puerta árabe in Ágreda

Die Puerta árabe in Ágreda, einer spanischen Gemeinde in der Provinz Soria der Autonomen Gemeinschaft Kastilien-León, ist ein Stadttor im barrio árabe (arabischen Viertel), das im 10. Jahrhundert erbaut wurde. Die Puerta árabe ist seit 1931 ein geschütztes Baudenkmal (Bien de Interés Cultural).

## Geschichte
Die Puerta árabe entstand während der maurischen Besetzung der Iberischen Halbinsel. Sie diente als Zugang zur maurischen Festung des 10. Jahrhunderts, die das Tal des Ebro kontrollierte.
Der Hufeisenbogen ist in der islamischen Architektur vorherrschend und wird deshalb auch maurischer Bogen genannt.